# Hesselø med omliggende stenrev
Hesselø med omliggende stenrev este o arie protejată (arie specială de conservare — SAC, sit de importanță comunitară — SCI) din Danemarca întinsă pe o suprafață de 4.193 ha, integral pe uscat.

## Localizare
Centrul sitului Hesselø med omliggende stenrev este situat la coordonatele 56°11′48″N 11°42′08″E / 56.196667°N 11.702222°E.

## Înființare
Situl Hesselø med omliggende stenrev a fost declarat sit de importanță comunitară în mai 1995 pentru a proteja 3 specii de animale. Situl a fost protejat și ca arie specială de conservare în decembrie 2011.

## Biodiversitate
Situată în ecoregiunile continentală și marină Atlantică, aria protejată conține 12 habitate naturale: Dune de coastă fixe cu vegetație erbacee („dune gri”), Pajiști uscate seminaturale și facies de acoperire cu tufișuri pe substraturi calcaroase (Festuco-Brometalia) (* situri importante pentru orhidee), Lagune de coastă, Lacuri eutrofice naturale cu vegetație de tip Magnopotamion sau Hydrocharition, Recifuri, Mlaștini alcaline, Bancuri de nisip acoperite în permanență slab de apă marină, Pășuni atlantice udate de apa mării (Glauco-Puccinellietalia maritimae), Vegetație anuală la limita mareei, Vegetație perenă pe țărmurile stâncoase, Formațiuni ierboase bogate în specii de Nardus, dezvoltate pe substraturi silicioase în zone montane (și în zone submontane, în Europa continentală), Pajiști cu Molinia pe soluri calcaroase, turboase sau argilos-nămoloase (Molinion caeruleae).
La baza desemnării sitului se află mai multe specii protejate de  mamifere (3): Halichoerus grypus, focă obișnuită (Phoca vitulina), marsuin (Phocoena phocoena).